# Larnax

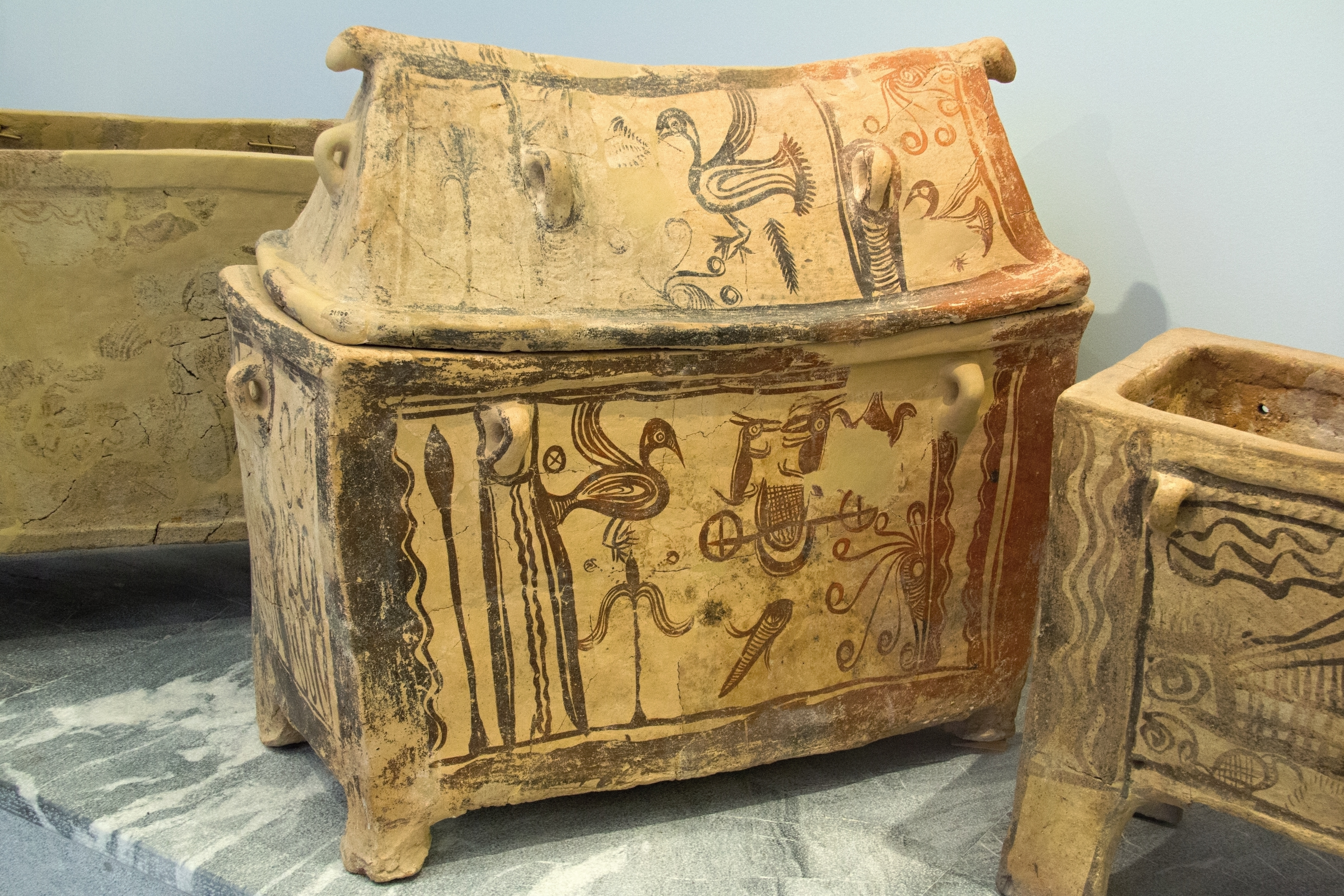
Larnax z pozdního mínojského období, Archeologické muzeum v Heráklionu

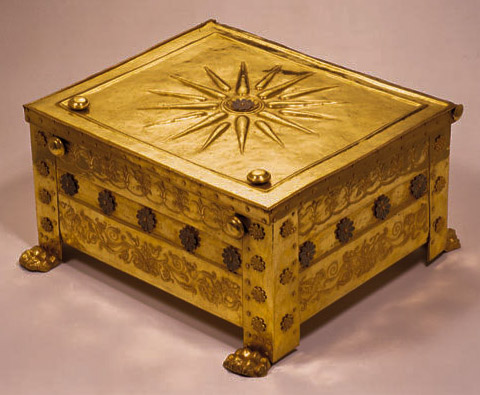
Zlatý larnax Filipa II. Makedonského, Muzeum ve Vergině

Larnax (množné číslo: larnaky, ve starověké řečtině λάρναξ) je typ malé uzavřené rakve či truhly na popel, který byl často používán k uložení lidských ostatků v mínojské civilizaci a ve starověkém Řecku. Buď bylo do rakve pohřbeno celé skrčené tělo nebo pozůstatky po kremaci.
První larnaky se objevily v mínojském období Egejské kultury. Tehdy měly podobu keramických truhel napodobujících dřevěné truhly. Jejich vzorem možná byly egyptské plátěné truhly. Larnaky byly bohatě zdobeny abstraktními vzory, chobotnicemi, loveckými scénami a motivy náboženských rituálů.
V pozdějším helénistickém období se rozšířily larnaky v podobně malých terakotových sarkofágů, z nichž některé byly pomalovány podobným motivem jako řecké vázy ze stejného období.
V několika případech byly larnaky vyrobeny z drahých materiálů. Jedním z nich je larnax datovaný do 4. století př. n. l. nalezený ve Vergině. Ten byl vyroben ze zlata. Jeho víko je zdobeno motivem slunce. Manolis Andronikos, vedoucí archeologického výzkumu, předpokládal, že larnax s největší pravděpodobní obsahoval ostatky krále Filipa II. Makedonského, otce Alexandra Velikého.